# Omai
Mai (1751. – 1780.), u Engleskoj pogrešno prozvan Omai, mladi Tahićanin kojeg je brod Adventure pod zapovjedništvom Tobiasa Furneauxa 1774. doveo u Englesku. Tako je postao drugi domorodac Oceanije koji je posjetio Europu, nakon Ahu-torua kojeg je u Pariz 1768. doveo francuski istraživač Bougainville. Brod Adventure, jedan od brodova drugog putovanja Jamesa Cooka, krenuo je u kolovozu 1773. iz Tahitija i došao u London u listopadu sljedeće godine. Omaia je u Engleskoj u kojoj će provesti dvije godine uveo u društvo prirodoslovac sir Joseph Banks.
Omai je postao predmet divljenja u londonskom visokom društvu. Zapanjivao je svojim šarmom, duhovitošću, brzinom i egzotičnim izgledom. Ubrzo je postao miljenik aristokratske elite. Često su ga dolazili vidjeti i družiti se s njim slavni ljudi tog doba, poput lorda Sandwicha, dr. Samuela Johnsona, Francesa Burneya, Anne Seward itd. Poslije je služio kao tumač na drugom i trećem Cookovom putovanju. Nakon posjete broda Bountya Tahitiju 1789., kapetanu Blighu je rečeno kako je Omai umro oko 2,5 godine nakon Cookova odlaska u studenom 1777. godine.
James Cook pisao je o Omaiju u svom dnevniku.